# Bunnik
Bunnik (anhörenⓘ) ist eine Gemeinde in der niederländischen Provinz Utrecht.

## Geschichte

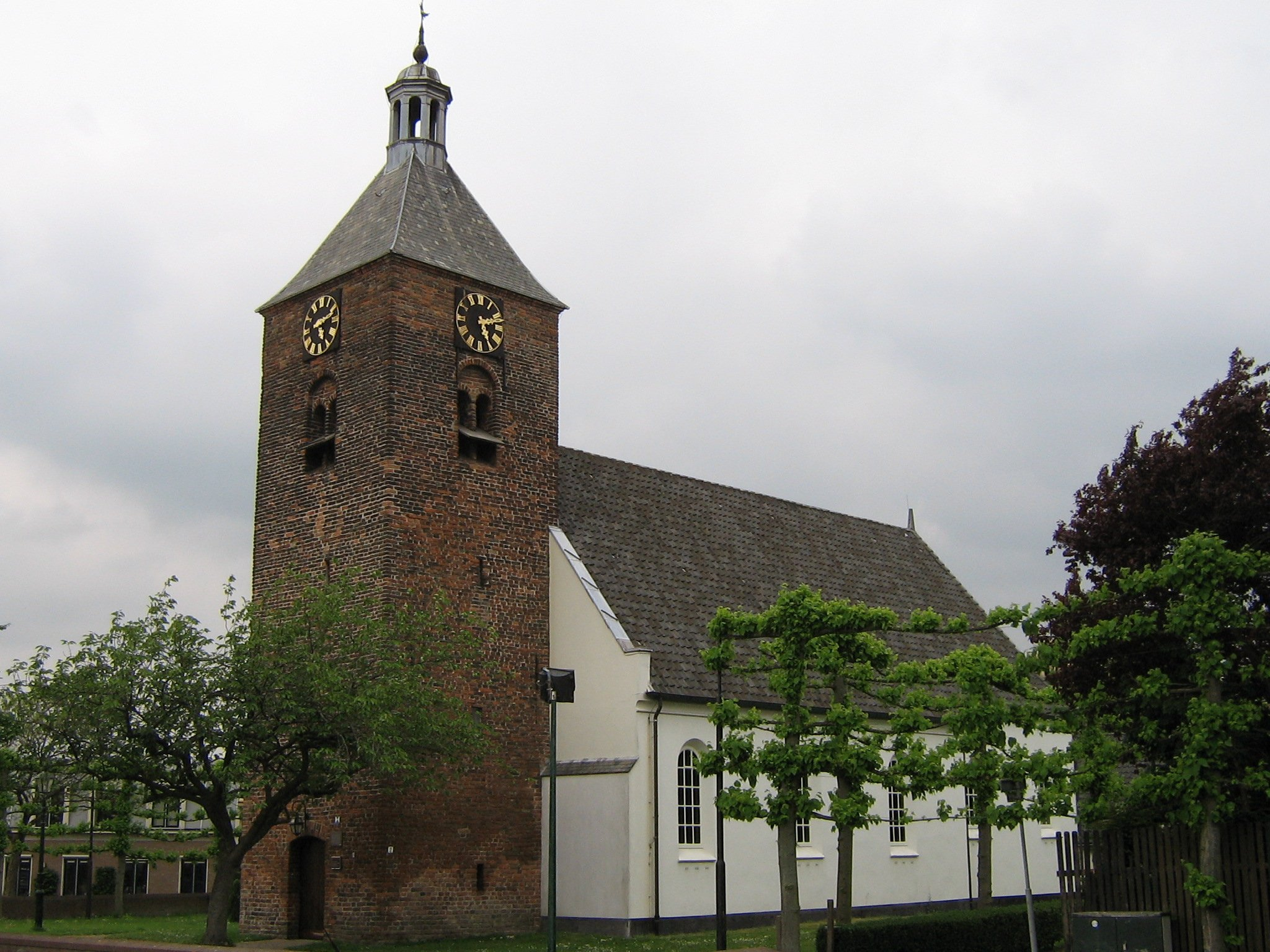
Gotische Dorfkirche mit romanischem Turm

Die Römer bauten kurz nach dem Beginn unserer Zeitrechnung bei Vechten (Fectio) ein wichtiges Kastell (castellum) mit einem Hafen am damaligen Verlauf des Rheins. Damals war der Fluss Lek weniger wichtig. Das meiste Wasser strömte ab Wijk bei Duurstede in Richtung Norden über Utrecht nach Katwijk am Rhein.
Bei dem Kastell entwickelte sich ein Handelsplatz. Auch als die Römer im dritten Jahrhundert das Kastell verließen, blieb der Handelsplatz bestehen. Das Gebiet wurde im Verlauf der Zeit durch die Friesen und die Franken besetzt.

Siehe auch den Hauptartikel Fectio.
Etwa um 1125 wurde bei Wijk bij Duurstede der Rhein durch einen Deich abgetrennt. Der Lek nahm jetzt das Rheinwasser auf und führte es in Richtung Nordsee.
Im 8. und 9. Jahrhundert entwickelten sich die drei Dörfer Bunnichem (Bunnik), Iodichem (Odijk) und Wercundia (Werkhoven). Deren kleine Dorfkirchen wurden im 12. und 13. Jahrhundert gebaut.
Von 1817 bis 1856 gab es vier Gemeinden auf dem Gebiet der jetzigen Gemeinde Bunnik. Die heutige Gemeinde existiert seit 1964.

## Umgebung
Die Gemeinde Bunnik liegt nahe an einem Eisenbahnknotenpunkt. Es gibt schnelle Verbindungen nach Utrecht. Der Krumme Rhein (Kromme Rijn) fließt durch die drei Siedlungsgebiete der Gemeinde. Die älteste Jugendherberge der Niederlande befindet sich in Rhijnauwen.

## Politik
Die Lokalpartei Perspectief 21 konnte sich bei der Kommunalwahl am 16. März 2022 zum sechsten Mal in Folge durchsetzen und holte mit mehr als einem Drittel aller Stimmen den Wahlsieg.

### Gemeinderat
Der Gemeinderat in Bunnik besteht aus 17 Ratsmitgliedern:
| Partei                    | Sitze | Sitze | Sitze | Sitze | Sitze | Sitze | Sitze | Sitze | Sitze | Sitze | Sitze |
| Partei                    | 1982  | 1986  | 1990  | 1994  | 1998  | 2002  | 2006  | 2010  | 2014  | 2018  | 2022  |
| ------------------------- | ----- | ----- | ----- | ----- | ----- | ----- | ----- | ----- | ----- | ----- | ----- |
| Perspectief 21 a          | –     | –     | –     | –     | 4     | 5     | 6     | 7     | 6     | 8     | 6     |
| CDA                       | 6     | 6     | 7     | 6     | 5     | 5     | 5     | 4     | 4     | 5     | 5     |
| VVD b                     | 5     | 4     | 3     | 4     | 4     | 3     | 3     | –     | –     | –     | 3     |
| D66 b                     | 3     | 1     | 3     | 2     | 2     | 2     | 1     | –     | –     | –     | 3     |
| PvdA a                    | 3     | 2     | 3     | 1     | –     | –     | –     | –     | –     | –     | –     |
| De Liberalen b            | –     | –     | –     | –     | –     | –     | –     | 4     | 5     | 4     | –     |
| Bunnik Transparant        | –     | –     | –     | –     | –     | –     | 0     | –     | –     | –     | –     |
| GroenLinks a              | –     | –     | 2     | 2     | –     | –     | –     | –     | –     | –     | –     |
| PSP                       | 1     | 2     | –     | –     | –     | –     | –     | –     | –     | –     | –     |
| PPR                       | –     | 2     | –     | –     | –     | –     | –     | –     | –     | –     | –     |
| Politieke Jongeren Partij | 0     | –     | –     | –     | –     | –     | –     | –     | –     | –     | –     |
| Gesamt                    | 15    | 15    | 15    | 15    | 15    | 15    | 15    | 15    | 15    | 17    | 17    |

Anmerkungen

## Orte
Bunnik, Odijk und Werkhoven.

## Bilder

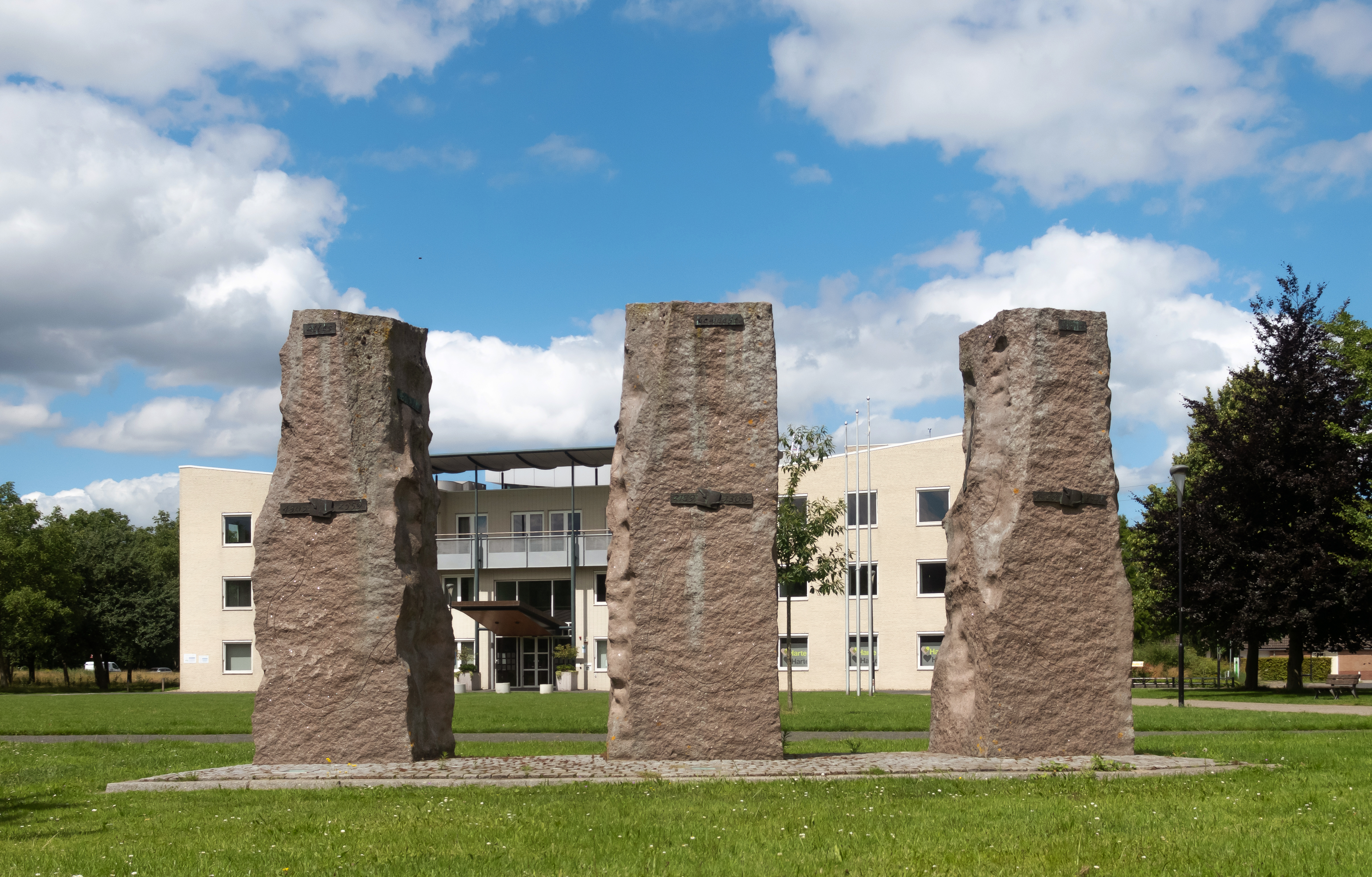
Odijk, Kunstwerk vor Rathaus
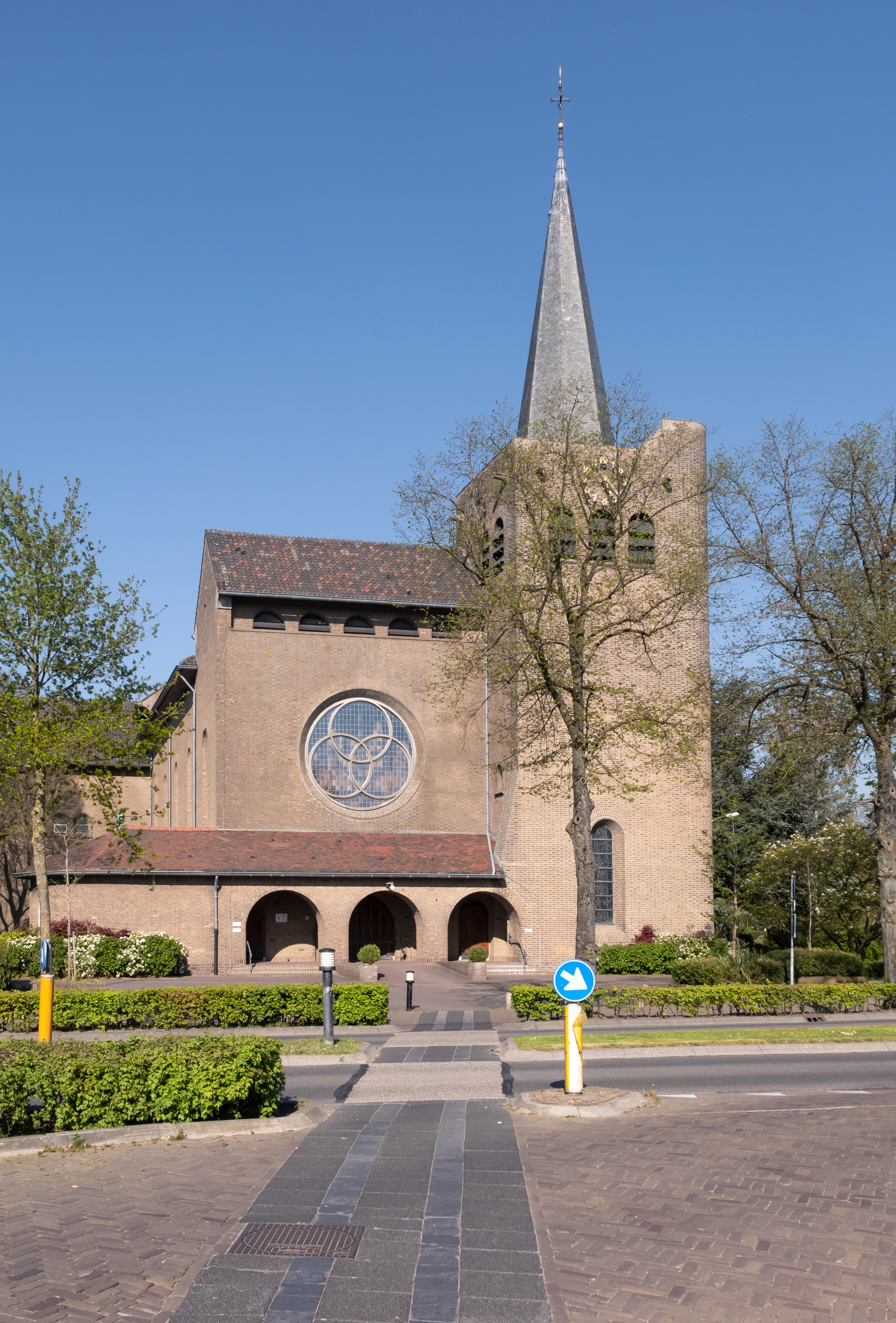
Bunnik, Kirche: die Sint-Barbarakerk
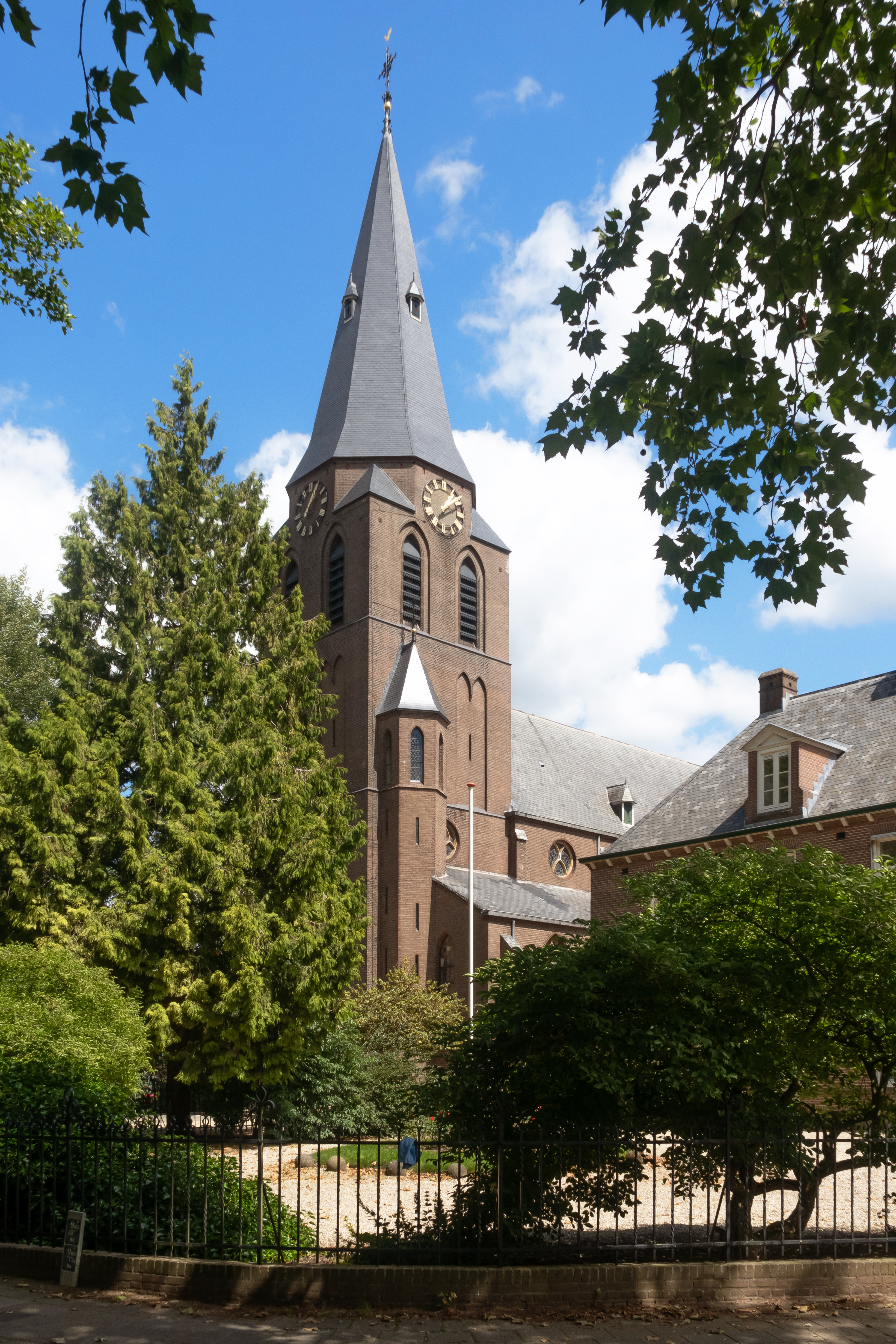
Werkhoven, katholische Kirche: kerk OLV Maria Hemelvaart
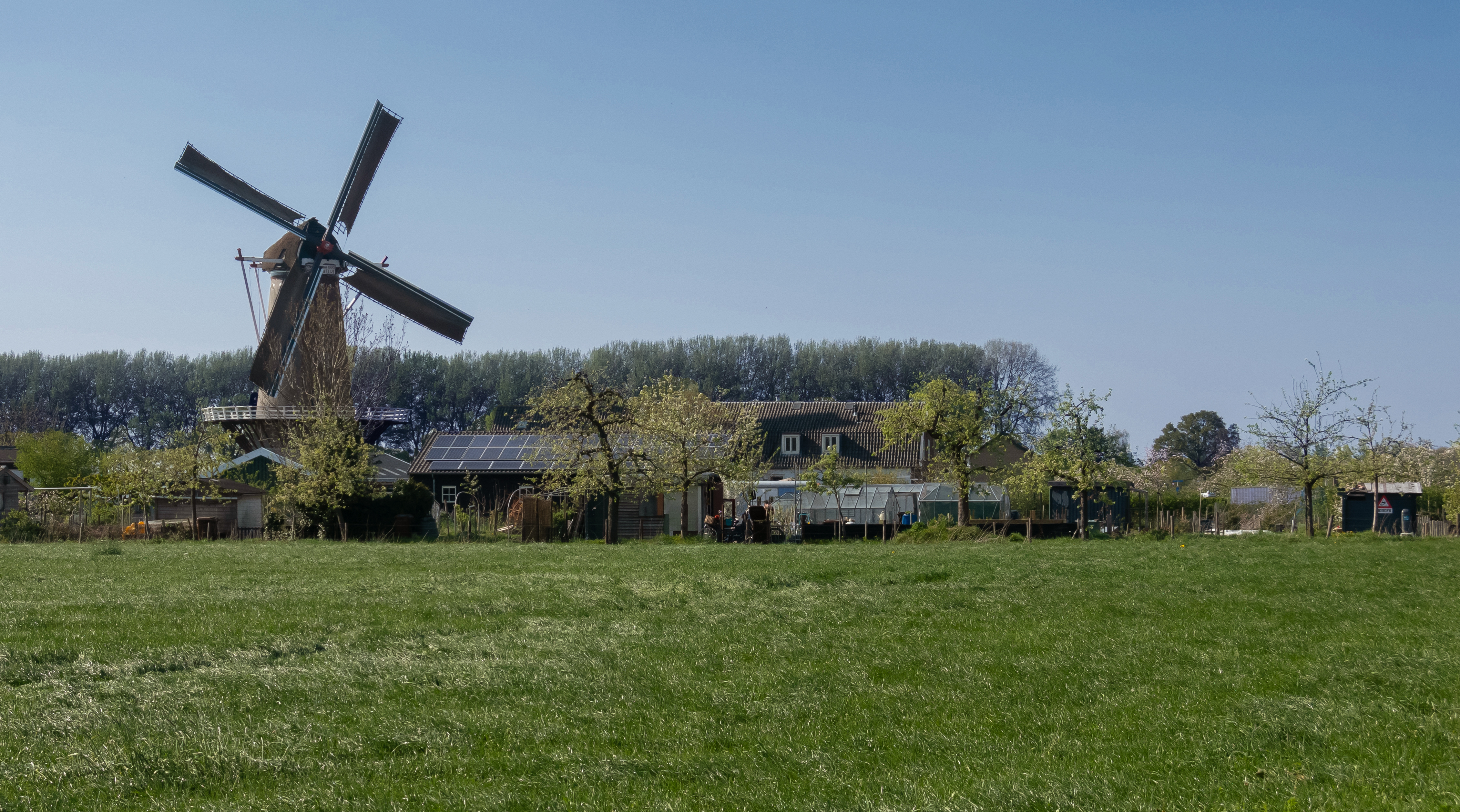
Werkhoven, Mühle: korenmolen Rijn en Weert

## Söhne und Töchter der Gemeinde
- Henny van Voskuylen (1941–2010), Musiker
- Jaap Stockmann (* 1984), Hockeyspieler